# Petr Sedlák (1974)
Petr Sedlák (* 29. června 1974) je bývalý český profesionální fotbalista.

## Hráčská kariéra
Začínal v Sigmě Hranice. Během základní vojenské služby hrál divizi za Duklu Hranice.

### První liga
V nejvyšší soutěži hrál za Baník Ostrava. Nastoupil k jedinému prvoligovému zápasu, aniž by skóroval. Toto utkání se hrálo v neděli 3. května 1998 v Ostravě a domácí Baník v něm porazil Viktorii Žižkov poměrem 6:1 (poločas 1:0). Petr Sedlák zasáhl do hry v 80. minutě, kdy vystřídal Marka Jankulovského.
V roce 2005 byli společně s Tomášem Jakusem prvními českými fotbalisty ve vietnamské lize, přičemž oba hráli v mužstvu Nam Định FC a oba zde zaznamenali po jedné brance.

### Nižší soutěže
Ve druhé nejvyšší soutěži působil v klubech Válcovny plechu Frýdek-Místek, Železárny Třinec, Nová huť Ostrava, MUS/SIAD Most, Vysočina Jihlava a Fotbal Fulnek. V Moravskoslezské fotbalové lize hrál za SK Hranice, Fotbal Třinec, Fotbal Fulnek a Sulko Zábřeh.
Od jara 2010 do března 2014 byl hráčem FK Mikulovice, poté působil také v TJ Sokol Ústí, SK Moravská Slavia Brno a TJ Rajhradice (od 2. srpna 2016).

### Ligová bilance
| Ročník                   | Zápasy | Góly | Minuty | Klub                |
| ------------------------ | ------ | ---- | ------ | ------------------- |
| II. liga 1996/97         | 10     | 0    | –      | FK VP Frýdek-Místek |
| I. liga 1997/98          | 1      | 0    | 11     | FC Baník Ostrava    |
| II. liga 1998/99         | 22     | 2    | –      | SK Železárny Třinec |
| II. liga 1999/00         | 21     | 3    | –      | FC NH Ostrava       |
| II. liga 2000/01         | 20     | 0    | –      | FC MUS Most         |
| II. liga 2001/02         | 23     | 0    | –      | FC MUS Most         |
| II. liga 2002/03         | 18     | 1    | –      | FC MUS Most         |
| II. liga 2003/04         | 20     | 1    | –      | FC SIAD Most        |
| II. liga 2004/05         | 9      | 0    | –      | FC Vysočina Jihlava |
| I. liga 2005             | –      | 1    | –      | Nam Định FC         |
| II. liga 2007/08         | 12     | 1    | –      | Fotbal Fulnek       |
| II. liga 2008/09         | 23     | 0    | –      | Fotbal Fulnek       |
| CELKEM I. LIGA – ČR      | 1      | 0    | 11     |                     |
| CELKEM I. LIGA – Vietnam | –      | 1    | –      |                     |
| CELKEM II. LIGA          | 178    | 8    | –      |                     |